# Pedro Antonio Martínez Expósito
Pedro Antonio Martínez Expósito (Pulpí -provincia de Almería-, 29 de noviembre de 1886 - São Paulo -Brasil-, 2 de junio de 1977) fue un pintor español, cultivó especialmente la pintura costumbrista y mitológica. Desde 1922 utilizó simplemente el nombre Pedro Antonio, que es el nombre artístico por el que se le conoce.
De origen muy humilde, fue patrocinado por Emilio Zurano para trasladarse a Madrid y comenzar su aprendizaje pictórico en 1909 con Eduardo Chicharro y desde 1912 con José María López Mezquita.
Obtuvo medalla de plata en 1916 en la Exposición Internacional de Panamá por una obra titulada Cabeza de niña; y en 1924 fue premiado en la Exposición Nacional de Bellas Artes por una titulada Los dos amigos.
Entabló amistad con el pintor Francisco Soria Aedo, también discípulo de Mezquita, con el que compartió estudio y acudió a varias exposiciones por distintas ciudades de Europa. Existe un retrato conjunto de ambos jóvenes. Con ayuda de Mezquita consiguió sacar de España en 1936 el cuadro de Soria Composición/Turba sin Dios.
Pedro Antonio había viajado frecuentemente a América desde 1930, manteniendo un domicilio fijo en Nueva York desde 1932, y terminó estableciéndose en São Paulo en 1936. Aunque obtuvo distinciones en los Salones Paulistas, acabó su vida pobremente, acogido por la familia de la pintora Lucília Fraga. En sus últimos años pintó en la parroquia de los agustinos de Sao Paulo, donde también ayudaba.